# Saison 9 de Flash
Chronologie
Saison 8
La neuvième et dernière saison de Flash (The Flash), série télévisée américaine, est constituée de treize épisodes et a été diffusée du 8 février 2023 au 24 mai 2023 sur The CW, aux États-Unis.

## Synopsis
En sa neuvième année en tant que Flash, Barry est plus épanoui que jamais et heureux aux côtés de ses amis, de sa famille, et de son épouse, Iris. Mais ce bonheur ne sera que de courte durée lorsqu'un nouveau speedster émergera d'une réalité alternative et constituera son équipe de Lascars. Cette nouvelle menace, bien décidée à retourner d'où elle vient, usera de tous les pions qu'elle aura à sa disposition pour obtenir ce qu'elle souhaite, au détriment de la vie d'autrui, et de la ville de Central City.
Neuf mois plus tard, les choses semblent évoluer dans le bon sens pour Barry et ses proches. Tandis que le futur se dessine progressivement, quelque chose se produira, et cela les affectera tous. L'émergence d'un mystérieux cristal bleu et le retour d'Eddie Thawne entraînera une série d'évènements que Barry et Iris ne pourront éviter. En cette année 2023, la Force Véloce Négative choisira son nouvel avatar. Ce dernier sera bien décidé à se venger de Barry, pour lui avoir volé la vie qu'il n'a jamais pu avoir. Entre les mains de Cobalt Blue, la chronologie sera plus que jamais en danger...

## Distribution

### Acteurs principaux
- Grant Gustin (VF : Alexandre Gillet) : Barry Allen / Flash
- Candice Patton (VF : Jessica Monceau) : Iris West-Allen
- Danielle Panabaker (VF : Marie Diot) : Khione / Caitlin Snow / Frost
- Danielle Nicolet (VF : Julie Dumas) :  Cecile Horton / Virtue
- Kayla Compton (VF : Nastassja Girard) : Allegra Garcia
- Brandon McKnight (VF : Mike Fédée) : Chester P. Runk
- Jon Cor (VF : Jim Redler) : Mark Blaine / Chillblaine[1] (épisodes 1 à 7 et 11 à 13)

### Acteurs récurrents
- Jesse L. Martin (VF : Frantz Confiac) : Joe West (7 épisodes)
- Richard Harmon (VF : Damien Witecka) : Owen Mercer / Captain Boomerang (5 épisodes)
- Andy Mientus (en) (VF : Alexis Tomassian) : Hartley Rathaway / Pied Piper (4 épisodes)
- Magda Apanowicz (VF : Karine Foviau) : Andrea Wozzeck / Fiddler (4 épisodes)
- Alexandria Wailes (en) : Michelle Amar / Murmur (4 épisodes)
- Michelle Harrison (VF : Ivana Coppola) : Nora Allen / La Force Véloce / Joan Williams (4 épisodes)
- Rick Cosnett (VF : Axel Kiener) : Eddie Thawne / Malcolm Gilmore / Cobalt Blue (4 épisodes)
- Patrick Sabongui (en) (VF : Nessym Guetat) : David Singh (3 épisodes)
- Carmen Moore (VF : Juliette Degenne) : le capitaine Kristen Kramer (3 épisodes)
- Stephanie Izsak : officier Daisy Korber (3 épisodes)

### Invités
- Rachel Drance : Taylor Brown (4 épisodes)
- Max Adler : Jaco Birch / Hotness (3 épisodes)
- Damion Poitier (en) : Keith Kanyon / Goldface (3 épisodes)
- Javicia Leslie (en) : Ryan Wilder / Batwoman ; Ryan Wayne / Red Death (3 épisodes)
- Paul Anthony : Roy Bivolo / Rainbow Raider (2 épisodes)
- John Wesley Shipp : Henry Allen ; Jay Garrick / Flash (2 épisodes)
- Jessica Parker Kennedy : Nora West-Allen / XS (2 épisodes)
- Josh Chambers : Joey Monteleone / Tar Pit (1 épisode)
- David Sobolov : Grodd (voix uniquement, 1 épisode)
- Sugar Lyn Beard : Becky Sharpe / Hazard (1 épisode)
- Nicole Maines : Nia Nal / Dreamer[3] (1 épisode)
- Diana Bang : Lady Chronos (1 épisode)
- David Ramsey : John Diggle / Spartan (1 épisode)
- Keiynan Lonsdale : Wally West / Kid Flash (1 épisode)
- Sendhil Ramamurthy : Ramsey Rosso / Bloodwork (1 épisode)
- Stephen Amell : Oliver Queen / Green Arrow (1 épisode)
- Matt Letscher : Eobard Thawne / Reverse-Flash (1 épisode)
- Victor Garber : Martin Stein (voix uniquement, 1 épisode)
- Teddy Sears : Hunter Zolomon / Zoom (1 épisode)
- Tony Todd : Zoom (voix uniquement, 1 épisode)
- Tom Cavanagh : Eobard Thawne / Reverse-Flash ; Dr Harrison Wells (Terre-Prime) [4] (1 épisode)
- Karan Oberoi : August Heart / Godspeed (1 épisode)
- Tobin Bell : Savitar (voix uniquement, 1 épisode)
- Piper Curda : Avery Ho (1 épisode)
- Trevor Carroll : Max Mercury (1 épisode)
- Hana Destiny Huggins : Jess Chambers (1 épisode)

## Liste des épisodes
1. Un jour sans fin
2. La Troisième Sœur Snow
3. La Rébellion des rebelles
4. La Menace de Red Death
5. L'Ère de Red Death
6. La Blague au doigt
7. Le rêve tourne au cauchemar
8. La Machine à bloquer le temps
9. L'Invité surprise
10. Un nouveau monde, première partie : L'Autre Réalité
11. Un nouveau monde, deuxième partie : Face à la réalité
12. Un nouveau monde, troisième partie : Fausse Réalité
13. Un nouveau monde, quatrième partie : Retour à la réalité

### Épisode 1:Un jour sans fin
- États-Unis : 8 février 2023 sur The CW
- Québec : 12 octobre 2023 sur Club Illico

- États-Unis : 0.51 millions de téléspectateurs[5]

### Épisode 2:La Troisième Sœur Snow
- États-Unis : 15 février 2023 sur The CW
- Québec : 12 octobre 2023 sur Club Illico

- États-Unis : 0.51 millions de téléspectateurs[6]

- Joel Semande : Roderick Smith

### Épisode 3:La Rébellion des rebelles
- États-Unis : 22 février 2023 sur The CW
- Québec : 12 octobre 2023 sur Club Illico

- États-Unis : 0.49 millions de téléspectateurs[7]

- Damion Poitier : Keith Kanyon / Goldface
- Anthony Joseph : Carver
- Rebecca Husain : la cheffe Annabelle
- Mark Krysko : l'agent de sécurité #1

### Épisode 4:La Menace de Red Death
- États-Unis : 1er mars 2023 sur The CW
- Québec : 12 octobre 2023 sur Club Illico

- États-Unis : 0.57 millions de téléspectateurs[8]

- Adina Insley : Jenna Marie West
- Damion Poitier : Keith Kanyon / Goldface
- Max Adler : Jaco Birch / Hotness
- Paul Anthony : Roy Bivolo / Rainbow Raider

### Épisode 5:L'Ère de Red Death
- États-Unis : 8 mars 2023 sur The CW
- Québec : 12 octobre 2023 sur Club Illico

- États-Unis : 0.56 millions de téléspectateurs[9]

- David Sobolov (en) : voix de Grodd
- Paul Anthony : Roy Bivolo / Rainbow Raider
- Max Adler : Jaco Birch / Hotness
- Damion Poitier : Keith Kanyon / Goldface

### Épisode 6:La Blague au doigt
- États-Unis : 15 mars 2023 sur The CW
- Québec : 12 octobre 2023 sur Club Illico

- États-Unis : 0.57 millions de téléspectateurs[10]

- Sugar Lyn Beard : Becky Sharpe / Hazard
- Osmond Bramble : Harold
- Andrew Francis : Anthony Stewart
- Drew Henderson : Dom Stewart
- Zeshaun Mohammed Saleem : Pit Boss
- Charles Zuckermann : Bert
- Gabrielle Kaur Cheema : Officier #1
- Krish Lohtia : Manager du Bar

### Épisode 7:Le rêve tourne au cauchemar
- États-Unis : 29 mars 2023 sur The CW
- Québec : 12 octobre 2023 sur Club Illico

- États-Unis : 0.45 millions de téléspectateurs[11]

- Shayan Bayat : Aaziz
- Alexander Moonie : Marco
- Nicole Maines : Nia Nal / Dreamer
- Daniel Whittaker : Dj au O'Shaughnessy
- Tedesky Mejia Jimenez : Barman
- Sandra Shapiro : Serveuse
- Lily Yawson : Dreamer Originale
- Dave McGowan : Client du O'Shaughnessy #1
- Sarah Ferguson : Cliente du O'Shaughnessy #2
- Aleksandra Cross : Cliente du O'Shaughnessy #3
- Hunter Golden : Client du O'Shaughnessy #4
- Melissa Reimer : Cliente du O'Shaughnessy #5
- Asia Mattu : Cliente du O'Shaughnessy #6
- Dreyden Free : Client du O'Shaughnessy #7
- Tavis Quan : Client du O'Shaughnessy #8

### Épisode 8:La Machine à bloquer le temps
- États-Unis : 5 avril 2023 sur The CW
- Québec : 12 octobre 2023 sur Club Illico

- États-Unis : 0.52 millions de téléspectateurs[12]

- Diana Bang (en) : Lady Chronos/Tao
- Peter Kelamis (en) : Inspecteur Howard
- Natalie Moon : Inspectrice Jane
- Harrison MacDonald : Inspecteur Rogen

### Épisode 9:L'Invité surprise
- États-Unis : 26 avril 2023 sur The CW
- Québec : 12 octobre 2023 sur Club Illico

- États-Unis : 0.54 millions de téléspectateurs [13]

- Vanessa Williams : Francine West
- Shawn Stewart : Mitch Romero

### Épisode 10:Un nouveau monde, première partie: L'Autre Réalité
- États-Unis : 3 mai 2023 sur The CW
- Québec : 12 octobre 2023 sur Club Illico

- États-Unis : 	0.42 millions de téléspectateurs[14]

- Elodie Venece : Dr. Rachel Rosso
- Jojo Ahenkorah : Garde de sécurité
- Charles Singh : Visiteur #1
- Nilo Ghajar : Visiteur #2

### Épisode 11:Un nouveau monde, deuxième partie: Face à la réalité
- États-Unis : 10 mai 2023 sur The CW
- Québec : 12 octobre 2023 sur Club Illico

- États-Unis : 	0.39 millions de téléspectateurs[15]

- Shayan Bayat : Aaziz
- Tim Howe : Garde de sécurité
- Charles Jarman : Officier

### Épisode 12:Un nouveau monde, troisième partie: Fausse Réalité
- États-Unis : 17 mai 2023 sur The CW
- Québec : 12 octobre 2023 sur Club Illico

- États-Unis : 0.46 millions de téléspectateurs [16]

- Robert Picardo : Dexter Myles
- Robbie Segulam : garde de sécurité

### Épisode 13:Un nouveau monde, quatrième partie: Retour à la réalité
- États-Unis : 24 mai 2023 sur The CW
- Québec : 12 octobre 2023 sur Club Illico

- États-Unis : 0.46 millions de téléspectateurs[17]

- Alexander Monnie : Marco
- Teana-Marie Smith : Dr. Lockett
- Teddy Sears : Hunter Zolomon / Zoom